# 臺中市第四市場

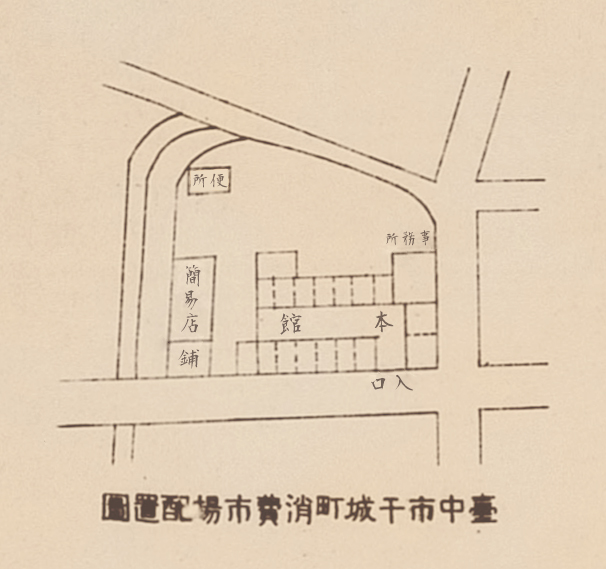
台中市干城町市場平面圖

臺中市第四市場，舊稱干城町消費市場，建於1931年，位於臺中市東區。其建築之屋架、屋頂、部分構件、太子樓尚維持舊貌，於2014年登錄為臺中市歷史建築，2018年修復動工。2021年12月4日重新開幕為青創、文化基地。

## 介紹
臺中市第四市場位在當時台中市東端的干城町，當時名為干城町消費市場，為台中市在臺灣日治時期興建的的第四個消費市場，故俗稱第四市場。臺中市第四市場當時鄰近台中步兵第三大隊（戰後成為陸軍干城營區）與帝國製糖株式會社，營區於1979年遷至高雄後，生意便逐漸沒落，後來攤販也全數遷出，遷出後便閒置了一段時間。
2014年登錄為台中市歷史建築，2018年11月開始修復，原預計規劃為漫插畫家進駐基地，但後來計畫改為青年文創基地或小農市集。